# Alkeenmetathese
De alkeenmetathese of transalkylidenatie is een organische reactie waarbij een herschikking optreedt van alkyleendelen van moleculen door splitsing van de dubbele binding in alkenen:
Sinds de ontdekking van de reactie heeft alkeenmetathese een groot aantal toepassingen gevonden zowel in de academische research als in de industrie, waarbij de producten uiteenlopen van geneesmiddelen en polymeren tot verbeterde brandstoffen. Voordelen van de reactie zijn onder andere minder bijproducten en minder (schadelijk) afval. Yves Chauvin, Robert H. Grubbs en Richard R. Schrock deelden in 2005 de Nobelprijs voor de Scheikunde voor "de ontwikkeling van de metathese in de organische synthese".
De reactie wordt gekatalyseerd door metalen als nikkel, wolfraam, renium, ruthenium en molybdeen.

## Algemene beschrijving
De eerste commerciële toepassing van alkeenmetathese vond plaats in de olie-industrie bij de synthese van hogere alkenen uit 1-alkenen onder hoge druk en temperatuur via het shell higher olefin process (SHOP). Traditioneel worden de katalysatoren voor de reactie bereid uit de metaalhalogeniden en alkylerende reagentia. WCl6-EtOH-EtAlCl2 is een voorbeeld van een dergelijke katalysator. Een metathesereactie is een kettingreactie, die start met de reactie van een metallocarbeen met een alkeen waarbij een metallacyclobutaan (een cyclobutaan waarin een van de koolstofatomen door een metaal vervangen is) ontstaat. Dit intermediair ontleed onder vorming van een alkeen (het product) en een nieuw metallocarbeen, dat via een aantal stappen wordt omgezet in het oorspronkelijke metallocarbeen, waarna de cyclus opnieuw start.
Als katalysator worden de door Grubbs ontwikkelde, op een ruthenium-carbenoïde gebaseerde verbinding of de door Richard Schrock ontwikkelde katalysatoren op basis van molybdeen(VI) en wolfraam(VI) gebruikt. Verwante complexen zijn ook in staat tot alkynmetathese en daaraan gerelateerde polymerisatiereacties.

## Reactiemechanisme
De hierboven weergegeven reactievolgorde is voor het eerst door Hérisson en Chauvin voorgesteld en tegenwoordig algemeen geaccepteerd als het mechanisme voor de door overgangsmetalen-gekatalyseerde alkeenmetathese. De directe [2+2]-cycloadditie tussen twee alkenen is volgens de Woodward-Hoffmann-regels symmetrie-verboden; het gevolg daarvan is een hoge activeringsenergie. In het Chauvin-mechanisme treedt een [2+2]-cycloadditie op, waarbij een alkeen met een overgangsmetaal-alkylideen tot een intermediair gevormd metallocyclobutaan reageert. Deze laatste verbinding kan de [2+2]-cycloadditie in omgekeerde volgorde doorlopen, waarbij weer een alkeen en een metaal-alkylideen ontstaan. De retro-reactie kan of de uitgangsstoffen teruggeven, of een nieuw alkeen (en metaal-alkylideen) laten ontstaan. De interactie tussen de bij de cycloadditie betrokken orbitalen en de d-orbitalen van het metaal, verlagen de activeringsenergie voldoende om de reactie bij relatief lage temperaturen te laten verlopen. De opheldering van het reactiemechanisme vergde een uitgebreide discussie.

### Experimentele onderbouwing van het reactiemechanisme
In 1971 stelde Chauvin de vierring met een metaalatoom, een zogeheten metallacyclische verbinding, voor als centraal intermediair in het reactiemechanisme. Met dit intermediair waren de statische verdelingen die gevonden werden in de metathesereacties goed te verklaren. Ook heden ten dage wordt dit mechanisme nog steeds als correct beschouwd.
De eigenlijke katalysator, een metallocarbeen, werd door E.O. Fischer in 1964 geïdentificeerd. Het werk van Chauvin was gebaseerd op de reactie van cyclopenteen en 2-penteen onder invloed van de homogene katalysator wolfraam(VI)oxytetrachloride en tetrabutyltin of di-ethylaluminiumchloride:
De voornaamste drie producten C9, C10 en C11 (verwijzend naar het aantal koolstofatomen in iedere structuur) worden in de verhouding 1:2:1 gevormd, onafhankelijk van de omzettingsgraad. Ook met hogere alkenen worden overeenkomstige resultaten verkregen. Chauvin was ook in staat aan te geven hoe het actieve deeltje gevormd wordt: α-hydride-eliminatie van een enkelvoudige koolstof-metaalbinding leidt tot het carbeen.
In hetzelfde jaar werd door Pettit, bekend geworden van de synthese van cyclobutadieen enkele jaren eerder, onafhankelijk een alternatief reactiemechanisme voorgesteld. De kern van het mechanisme werd gevormd door een intermediair met sp3-gehybridiseerde koolstofatomen die aan het centrale metaalatoom gekoppeld waren via meerdere 3-center-2-elektronbindingen in een fenestraanachtige molecule:
De experimentele basis voor dit mechanisme ontleende Pettit aan het feit dat de metathesereactie van 4-noneen met wolfraamcarbonylverbindingen als katalysator onder invloed van koolmonoxide stopte.
In 1972 raakte Robert H. Grubbs betrokken bij de discussie rond het reactiemechanisme van de metathesereactie. Hij stelde ook een metallocyclische verbinding voor, maar dit keer een met vier koolstofatomen (en het metaalatoom dus in totaal een vijfring). Zijn onderzoeksgroep werkte met 1,4-dilithiumbutaan en wolfraam(IV)chloride in een poging het veronderstelde intermediair direct te synthetiseren. Als dezelfde reactieproducten zouden ontstaan als in de metathesereacties, was dat bewijs voor het vijfringintermediar. De eerste reactiestap betreft twee alkeenmoleculen:
In 1973 vond Grubbs experimenteel bewijs voor het mechanisme toen zijn groep in staat was een, weliswaar niet met wolfraam maar met platina, metallovijfring te isoleren uit de reactie van dilithiumbutaan met cis-bis(trifenylfosfine)dichloorplatina(II).
In 1975 kon Thomas Katz, in lijn met Chauvin, een metallacyclobutaan-intermediar aantonen op basis van de reactie van cyclo-octeen, 2-buteen en 4-octeen met een molybdeenkatalysator. Het product met 14 koolstofatomen was direct vanaf het begin, ook bij een lage conversiegraad, aanwezig en was dus geen product aanwezig van volgreactie(s):
In het door Grubbs voorgestelde mechanisme met twee alkeenmoleculen in de snelheidsbepalende stap, zou het C14-dieen een secundair product zijn van C12 met C6, en dus pas later in de reactie gevormd worden.
In 1974 was Charles Casey de eerste die gebruik maakte van carbenen om het reactiemechanisme van de metathese te beschrijven:
In 1976 leverde Grubbs bewijs tegen het door hemzelf voorgestelde vijfring-mechanisme:
In deze reactie is de verdeling van het met deuterium gelabelde etheen ook bij lage omzetting al in overeenstemming met het Chauvin-mechanisme. Grubbs wilde (toen) niet uitsluiten dat de vijfring voorafgaand aan de vorming van het metaalcarbeen optrad.
In 1980 kon de researchgroep rond Robert Grubbs de isolatie van het metallocyclobutaan melden uit de reactie van het Tebbe-reagens en 3-methyl-1-buteen.
Een vergelijkbare verbinding werd in 1986 geïsoleerd tijdens een totaalsynthese:
In hetzelfde jaar toonde Grubbs aan dat de metathesepolymerisatie van norborneen met behulp van het Tebbe-reagens een levende polymerisatie is. en een jaar later publiceerden Grubbs en Schrock samen een artikel waarin de levende polymerisatie op basis van een wolfraamcomplex werd beschreven. Schrock richtte zijn aandacht vervolgens vooral op de wolfraam- en molybdeenkatalysatoren, Grubbs begon aan de ontwikkeling van op ruthenium gebaseerde katalysatoren. Van deze laatste hoopte Grubbs dat ze minder zuurstofgevoelig zouden zijn, en daardoor met meer functionele groepen toepasbaar zouden zijn.

### Grubbs' katalysatoren
Voortbordurend op eerder werk van Michelotti en Keaveney die de polymerisatie van norborneen onder invloed van ruthenium(III)chloride, osmium(III)chloride en iridium(III)chloride in alcoholische oplossingen kon de researchgroep rond Grubbs derivaten van 7-oxonorborneen polymeriseren met behulp van ruthenium(III)chloride, osmium(III)chloride of wolfraamalkylidenen. Verder onderzoek liet zien dat een ruthenium(II)carbeen onder de vorm van (PPh3)2Cl2Ru=CHCH=CPh2 een effectieve katalysator was:
De ontwikkeling van (PCy3)2Cl2Ru=CHCH=CPh2 (waarin tricyclohexylfosfine het trifenylfosfine als ligand vervangen heeft) leidde uiteindelijk tot de nu commercieel verkrijgbare Grubbs' katalysator

### Schrock-katalysator
Schrock kwam in 1979 in aanraking met de metathesereacties toen hij zich afvroeg of de tantaal-carbenen, waarmee hij sinds 1974 werkte, ook gebruikt konden worden in de metathese. De eerste resultaten waren teleurstellend. CpTa(CHt-bu)Cl2 reageerde wel met etheen, maar gaf slechts een metallocyclopentaan en geen metatheseproducten:
Kleine aanpassingen van de structuur tot PR3Ta(CHt-bu)(Ot-bu)2Cl (waarbij dus een chloorligand vervangen werd door een tert-butoxidegroep en een cyclopentadiënylresidu door een organofosfine) leidde een jaar later in een reactie met cis-2-penteen wel tot resultaat. Een andere ontwikkeling leidde tot wolfraam-zuurstofcomplexen van het type W(O)(CHt-Bu)(Cl)2(PEt)3, die ook effectief bevonden werden in de alkeenmetathese.
Vanaf 1990 zijn Schrock-alkylidenen van het type Mo(NAr)(CHC(CH3)2R){OC(CH3)(CF3)2}2 commercieel beschikbaar:
De eerste chirale katalysator volgde in 1993:
Met een BINOLligand werd met norborneen een Ringopening-metathese-polymerisatie (ROMP) gerealiseerd die leidde tot een in hoge mate sterisch regelmatig, isotactisch cis-polymeer.

## Metathesechemie
Zoals bijna alle chemische reacties is de drijvende kracht achter de metathesereactie de minimalisatie van de vrije energie: de uiteindelijke producten en de verhouding tussen deze producten wordt bepaald door de verschillen in deze energie.
De alkeenmetathese wordt doorgaans gestuurd door het ontstaan van etheen, de entropiestijging ten gevolge van het ontstaan van het gas bepaalt de richting van de reactie. Een ander type van energiewinst wordt geboekt bij metathesereacties waarbij ringopening (ROM) optreedt, meestal van kleine ringen met (hoge) ringspanning, zoals het norborneensysteem.  Ringsluitingsmetathese (RCM) anderzijds treedt meestal op als een vijf- of zesring gevormd kan worden, hoewel dat dan ook vaak gepaard gaat met de ontwikkeling van etheen. RCM is toegepast om grote ringen te sluiten, waarbij naast de thermodynamsche sturing (ontwikkeling van etheen) ook kinetische sturing werd toegepast door met zeer verdunde oplossingen te werken. De kans dat twee verschillende moleculen met elkaar reageren wordt daardoor kleiner dan de kans dat een molecuul met zichzelf zal reageren. Bovendien kan ook gebruikgemaakt worden van het Thorpe-Ingold-effect om zowel reactiesnelheid als selectiviteit te verbeteren.
Alkeenmetathese heeft de synthetisch equivalente tweestapssynthese vrijwel verdrongen. Hierbij werd achtereenvolgens ozonolyse van een alkeen toegepast, gevolgd door de Wittig-reactie van een van de gevormde carbonylverbindingen.

## Voorbeelden
De eerste praktisch toepasbare metathesekatalysator (later bekend geworden als het Tebbe-reagens) werd door Tebbe in 1978 geïntroduceerd. In de modelreactie wisselden via isotopen gemarkeerde koolstofgroepen in isobuteen en methyleencyclohexaan van plaats:
Onderstaand voorbeeld is een ringopeningsmetathese onder invloed van een Grubbs' katalysator:
De metathese van 1-hexeen met een WCl4(OAr)2-katalysator geeft 5-deceen met daarnaast een aantal producten van secundaire metathesereacties.

## Eerder onderzoek: historisch overzicht
Voorafgaand aan de introductie van de matethesereacties onder invloed van overgangsmetalen was Karl Ziegler in de jaren '50 van de 20e eeuw bezig met de ontwikkeling van wat later als de Ziegler-Natta-katalysator bekend zou worden. Etheen polymeriseert onder toevoeging van bepaalde metalen tot 1-buteen in plaats van tot de geheel verzadigde, praktisch eindeloze keten van polyetheen.
In 1960 werd norborneen door een researchgroep van DuPont gepolymeriseerd tot polynorborneen onder invloed van lithiumaluminiumtetraheptyl en titanium(IV)chloride. In datzelfde jaar werden de resultaten gepubliceerd, maar in 1955 verkreeg de firma reeds een patent op deze reactie:
De reactie werd toen beschreven als een coördinatiepolymerisatie. In het toen voorgestelde reactiemechanisme vormt een titaniumhoudend intermediair, R-Ti-X, eerst een complex via de dubbele binding, een zogenaamd pi-complex. In de tweede stap worden tegelijkertijd een koolstof-koolstofbinding verbroken en een alkylideen-titaniumbinding gevormd. Door reactie met een volgend monomeer ontstaat het polymeer:
Giulio Natta verkreeg in 1964 ook een onverzadigd polymeer in de reactie van cyclopenteen onder invloed van wolfraam- en molybdeenhalogeniden.
Onderzoek van R.L. Banks bij de Phillips Petroleum Company in 1964 vormde eveneens een van de aanzetten tot de uiteindelijke alkeenmetathese. Onder invloed van molybdeenhexacarbonyl, wolfraamhexacarbonyl of molybdeenoxide op aluminiumoxide, werd propeen omgezet in een mengsel van gelijke delen etheen en 2-buteen. Als intermediair werd in het reactiemechanisme een cyclobutaan-metaalcomplex aangegeven (al werd dat door de onderzoekers als quasi-cyclobutaan bestempeld):
Derivaten van cyclobutaan zijn in alkeenmetathesereacties nooit aangetroffen. Ook de constatering dat dit reactiemechanisme volgens de twee jaar eerder geformuleerde Woodward-Hoffmann-regels verboden was, hebben ertoe geleid dat deze reactievolgorde niet meer als serieus mechanisme van de metathese beschouwd wordt.
In 1967 werd door de groep rond Calderon bij de Goodyear Tire and Rubber Company de reactie beschreven van 2-penteen onder invloed van een nieuwe katalysator op basis van wolfraam(VI)chloride, ethanol en de organoaluminiumverbinding EtAlMe2. Zij stelde ook de naam van de reactie voor: alkeenmetathese, of zoals toen nog gebruikelijk: olefine metathese
In dit voorbeeld is de statistische verdeling van de molecuuldelen goed te zien. Uitgaande van 2-pentaan is er een even groot aantal van beide producten aanwezig. De kans dat een C2-stuk met of een ander C2-stuk of juist met een C3-stuk reageert is even groot, dus uitgaande van C2 worden gelijke delen C4 en C5 gevormd. Dit gaat maar over de helft van de gevormde moleculen. De ander helft bestaat uit C3-moleculen, die ook een even grote kans hebben om of met een C2-stuk of juist met een C3-stuk, waarbij gelijke hoeveelheden C5 en C6 gevormd worden.
In deze reactie ontstaat zeer snel, enkele seconden, een evenwicht tussen het 2-penteen enerzijds en de 2-buteen-3-hexeen-combinatie anderzijds. Er vindt duidelijk migratie van substituenten plaats, het maakt niet uit of uitgegaan wordt van het penteen of van een equimolair mengsel van buteen en hexeen. Onder invloed van methanol stopt de reactie.
Aangetoond werd ook dat uitgaand van een mengsel van gewoon 2-buteen en isotoop gelabeld, perdeutero-2-buteen een mengvorm ontstond met de deuteriumlabels in de ene helft van de molecule en met het gewone waterstof aan de andere kant. Op deze manier was men ook in staat onderscheid te maken tussen een transalkylidenering, de dubbele binding breken en maken, en een transalkylering, waarbij de binding tussen een alkylgroep en het koolstofatoom van de dubbele binding verbroken en weer gemaakt wordt. Het laatste mechanisme werd uitgesloten: